# Clematis montana
Clematis montana (ook bergbosrank genoemd) is een vroegbloeiende,  krachtig groeiende klimplant uit het geslacht Clematis die van nature in de Himalaya en in de bergachtige gebieden van West- en Centraal-China voorkomt. In hun natuurlijke omgeving in de bergen groeien ze over struiken en rotsen en zijn aan te treffen vanaf het gemengde bos op een hoogte van 1000 m tot boven de boomgrens op een hoogte van 4000 m.

## Kenmerken
De oorspronkelijke C. montana (ook C. montana var. montana genoemd), die voor het eerst in 1831 door Lady Amherst als tuinplant in Europa geïntroduceerd werd, is uit de Himalaya afkomstig en heeft zuiver witte, licht geurende bloemen. De bloem heeft vier 4–5 cm lange kelkbladen, die vlak zijn uitgespreid waardoor het gele hart goed zichtbaar is.  De bloemen zijn zeer talrijk, okselstandig en lang gesteeld. De bloeitijd van ongeveer vier weken valt in mei en juni. De plant heeft 3-tallige bladeren met eironde, iets toegespitste, donkergroene blaadjes, die gaaf of meestal getand zijn. In de winterperiode is de plant bladverliezend. De rankende twijgen zijn purperbruin en de plant krijgt daardoor een purper doorschemerende kleur. De klimplant bereikt een hoogte van vijf tot acht meter.

## Variëteiten
In de loop der tijd werden er een groot aantal voorkomende geografische variëteiten van C. montana beschreven, onder andere:
- C. montana var. brevifoliola Kuntze (1885)
- C. montana var. glabrescens (H.F.Comber) W.T.Wang & M.C.Chang (1993)
- C. montana var. grandiflora Hook. (1844)
- C. montana var. longipes W.T.Wang (2000)
- C. montana var. praecox (Kuntze) Brühl (1896)
- C. montana var. rubens E.H.Wilson (1905)
- C. montana var. sterilis Hand.-Mazz. (1931)
- C. montana var. wilsonii Spreng. (1911)

## Cultivars
Bovendien creëerden kwekers door selectie en genetisch modificeren een groot aantal cultivars, onder andere:
- C. montana 'Alba'
- C. montana 'Alexander' – Jim Fisk (1961)
- C. montana 'Broughton Star' – Vince & Sylvia Denny (1988)
- C. montana 'Elizabeth' – George Jackman & Son (1953)
- C. montana 'Fragrant Spring' – Proefstation Boskoop (1992)
- C. montana 'Freda' – Freda Deacon (1985)
- C. montana 'Gistar' – Bayliss Nurseries (circa 2010)
- C. montana 'Jane Ashdown' – Richard Hodson (circa 2015)
- C. montana 'Jenny Keay' – Alister Keay (1995)
- C. montana 'Marjorie' – Marjorie Free (1980)
- C. montana 'Mayleen' – Jim Fisk (1984)
- C. montana 'New Dawn'
- C. montana 'Odorata'
- C. montana 'Pictons Variety' – Percy Picton (circa 1950)
- C. montana 'Pink Perfection' – George Jackman & Son (circa 1950)
- C. montana 'Pleniflora' – Hans Ruedi Horn-Gfeller (circa 1980)
- C. montana 'Primrose Star' – Robin Mitchell (1991)
- C. montana 'Rosebud' – Robin Mitchell (1995)
- C. montana 'Superba' – George Jackman & Son (ca. 1914)
- C. montana 'Tetrarose' – Proefstation Boskoop (1960)
- C. montana 'Vera'

## Afbeeldingen

Variëteiten
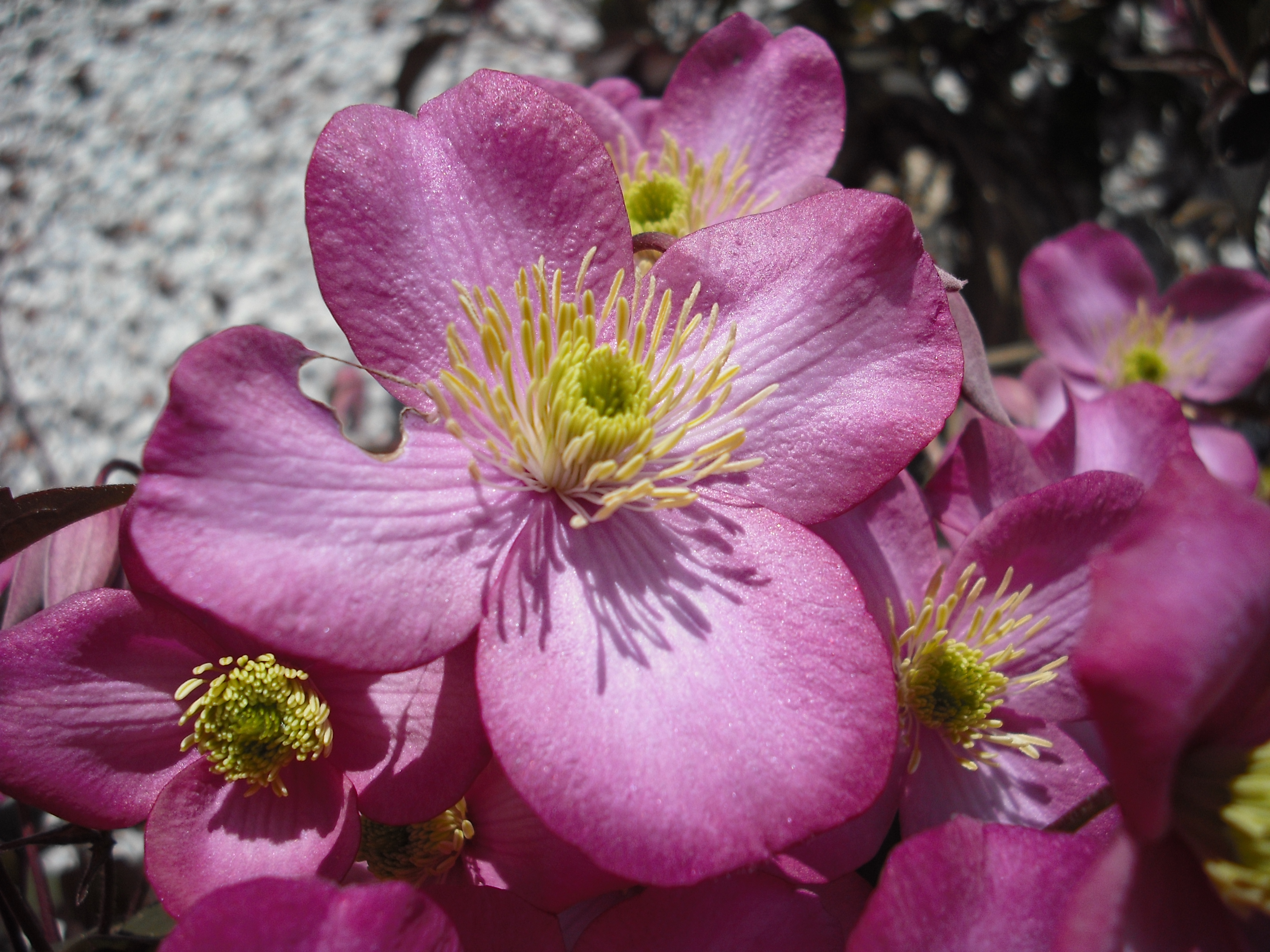
C. montana var. rubens
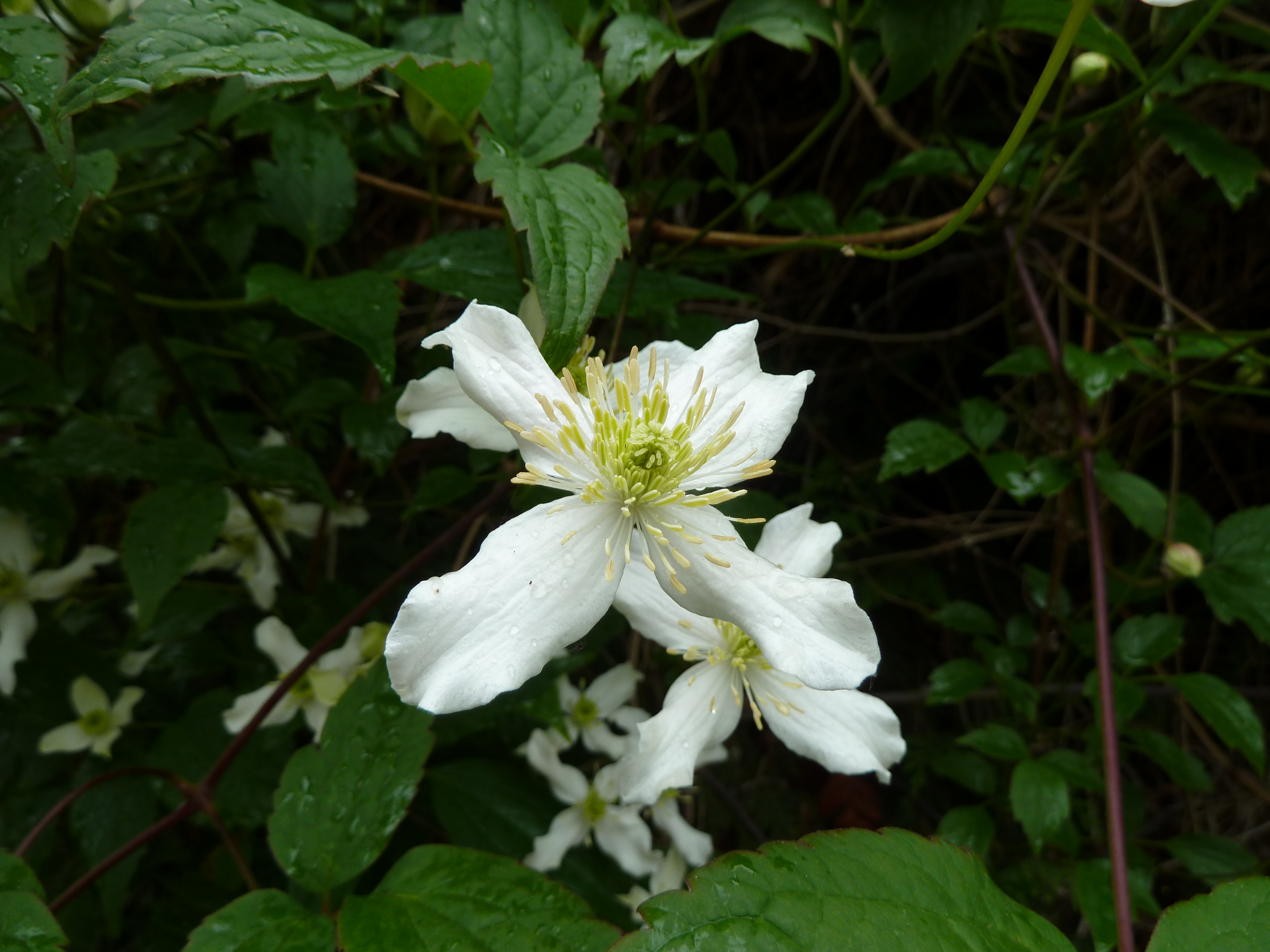
C. montana var. wilsonii

Cultivars
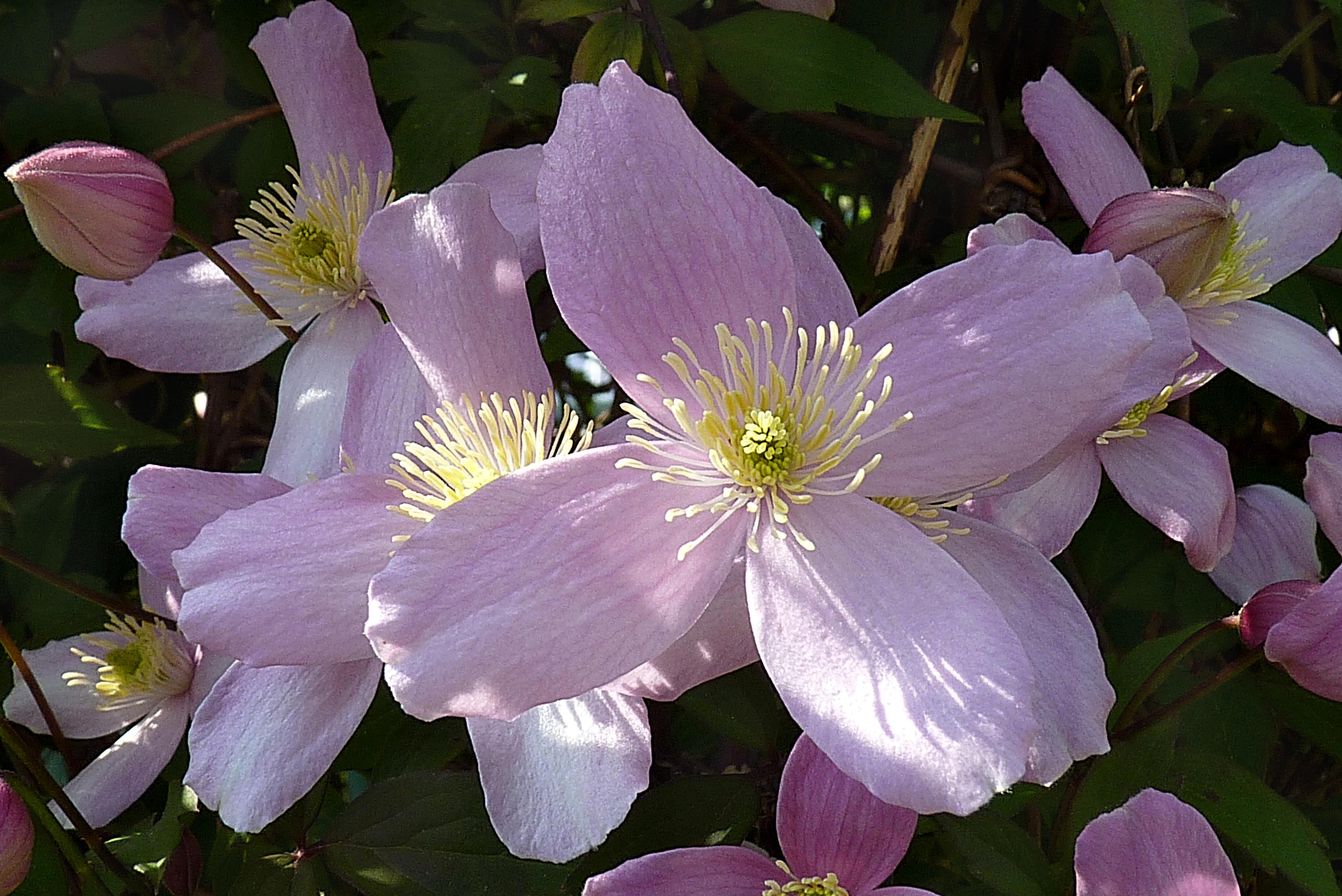
C. montana 'Elizabeth'
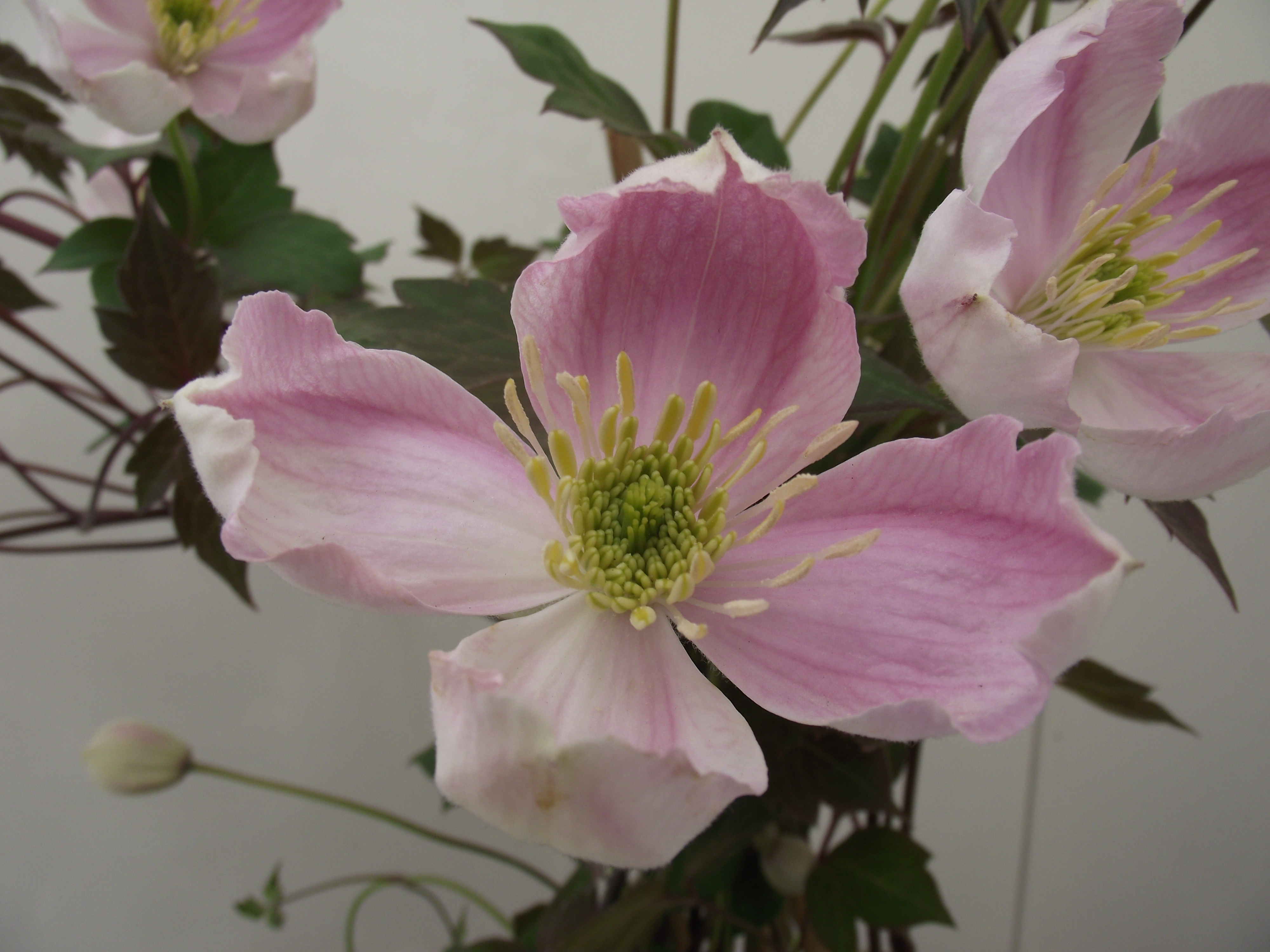
C. montana 'Gistar'
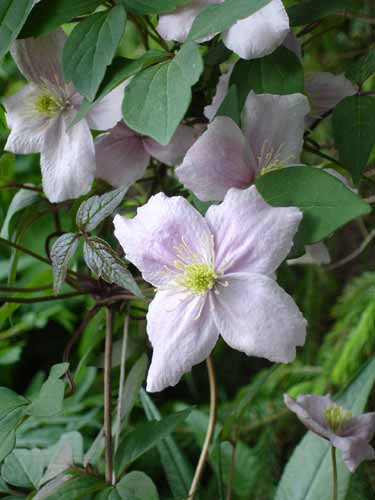
C. montana 'Mayleen'
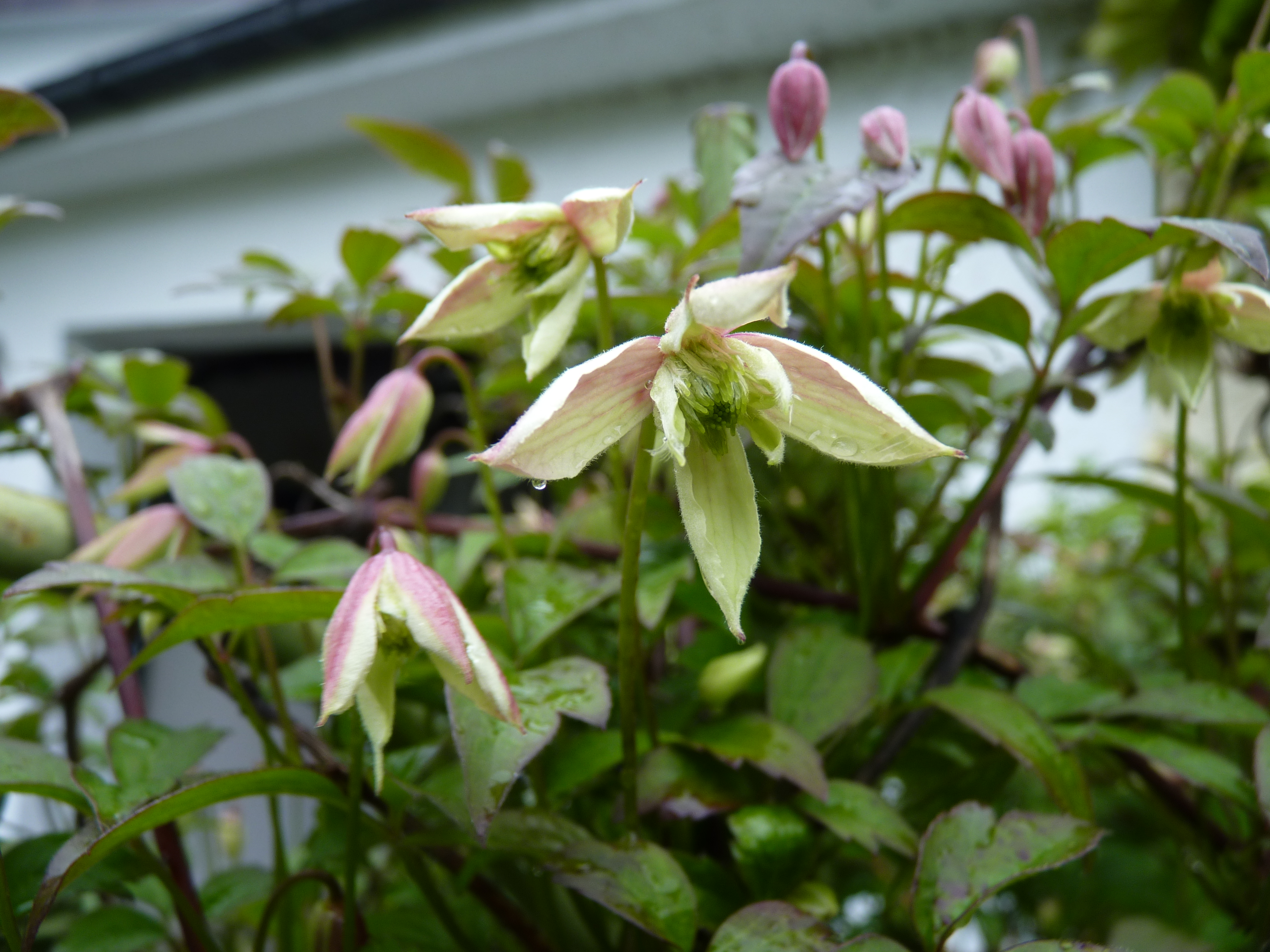
C. montana 'Marjorie'
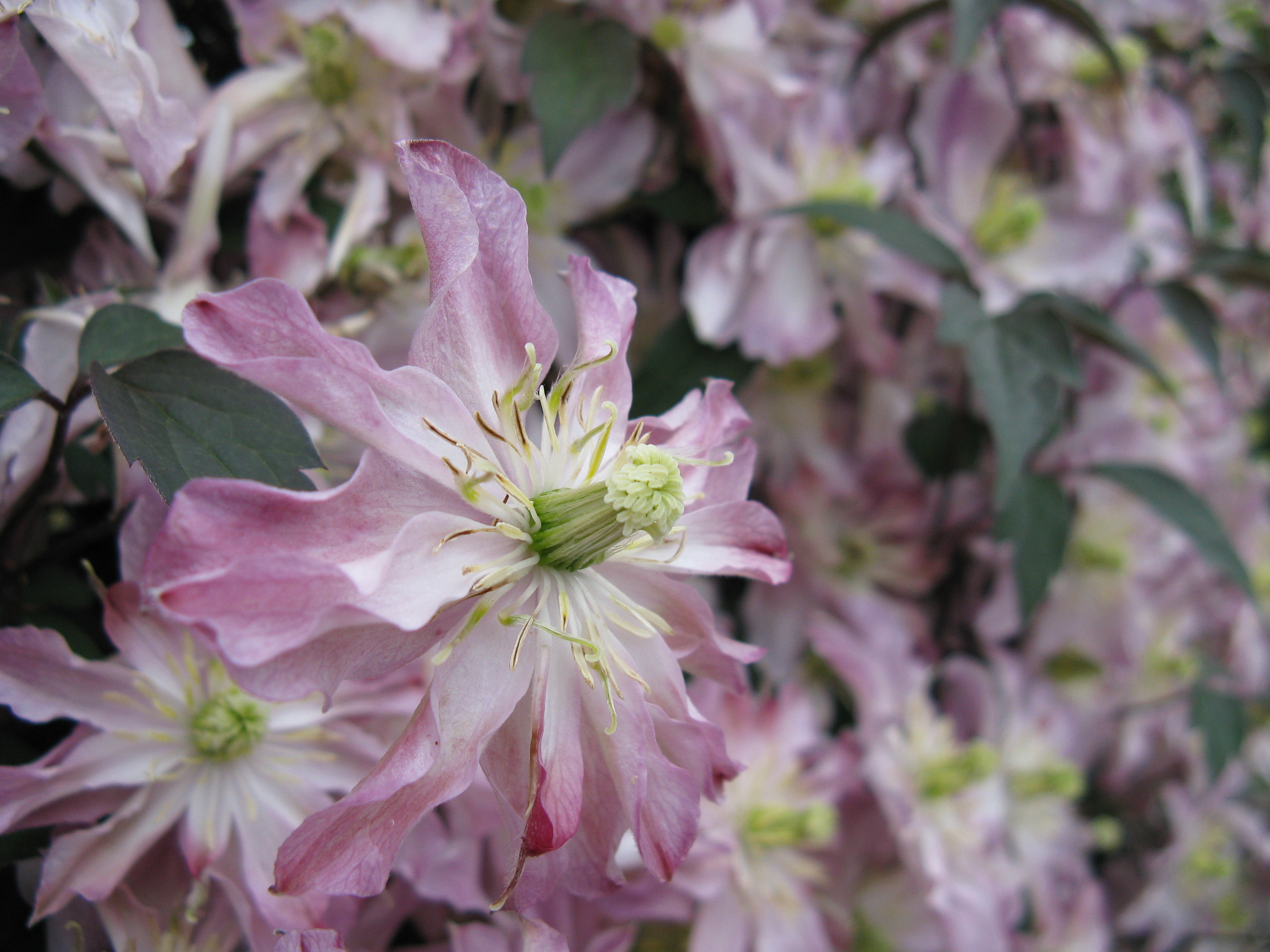
C. montana 'Rosebud'
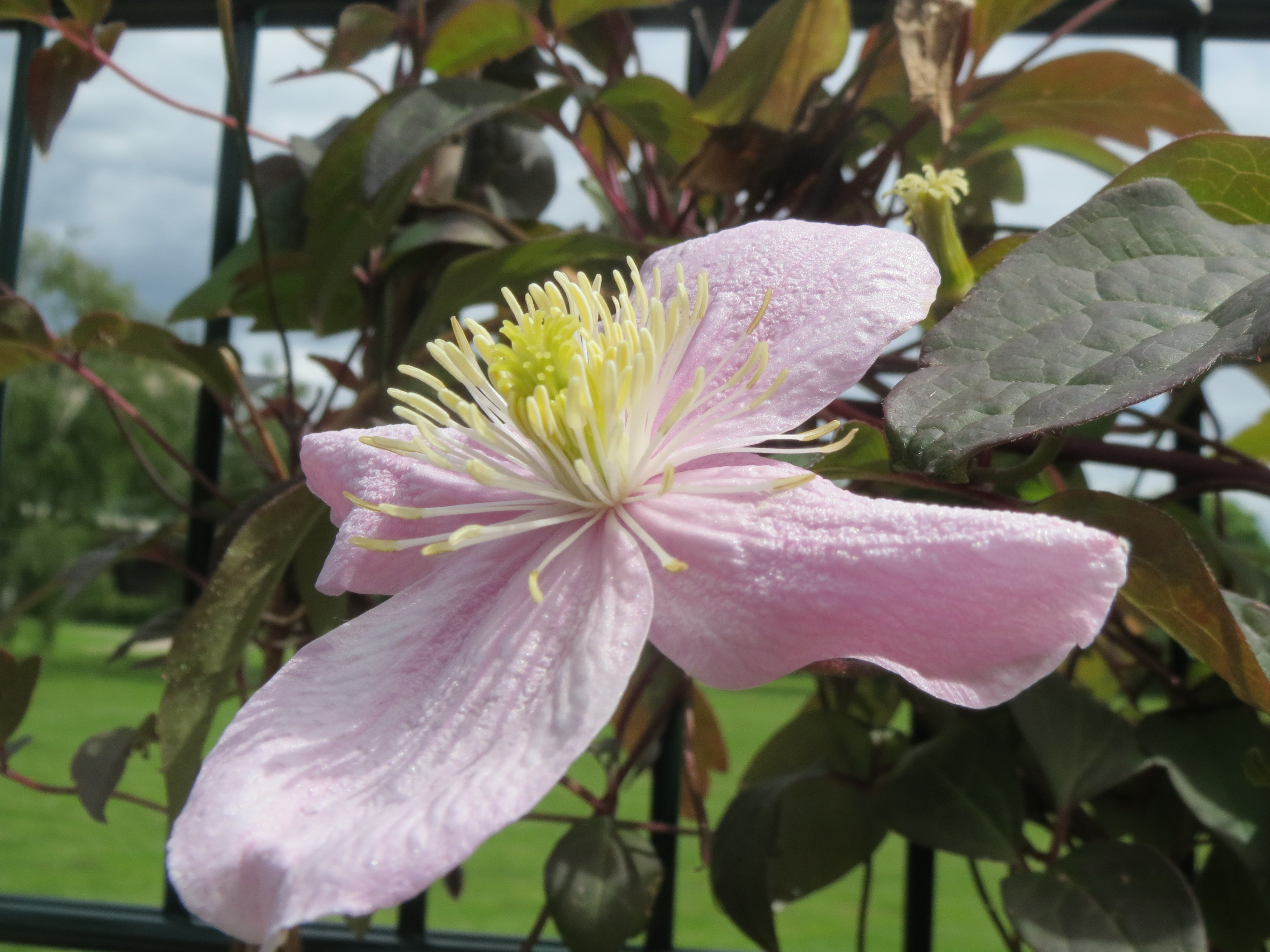
C. montana 'Tetrarose'

## Toepassingen
C. montana en de cultivars worden gebruikt als de begroeiing van allerlei objecten zoals pergolas. In Nederland en België bevriest C. montana bij temperaturen onder −18 °C, maar de plant loopt daarna in de regel weer uit. In zijn natuurlijke omgeving staat de plant in de winter droog en bevriest dan niet.